# Armeria transmontana
Armeria transmontana är en triftväxtart som först beskrevs av Gonçalo Antonio da Silva Ferreira Sampaio, och fick sitt nu gällande namn av G.H.M.Lawr. Armeria transmontana ingår i släktet triftar, och familjen triftväxter. Inga underarter finns listade i Catalogue of Life.

## Bildgalleri

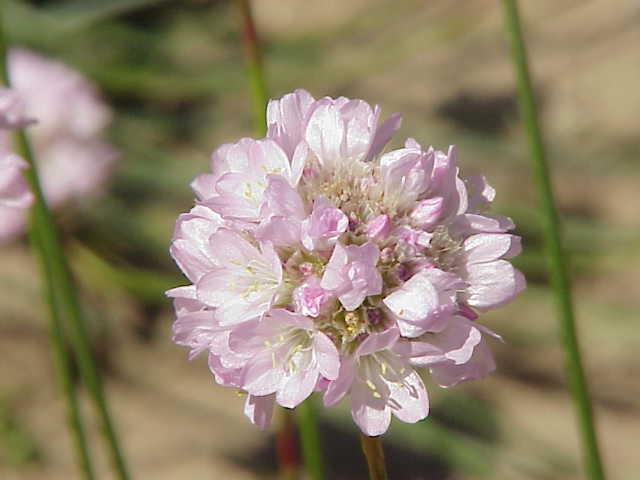
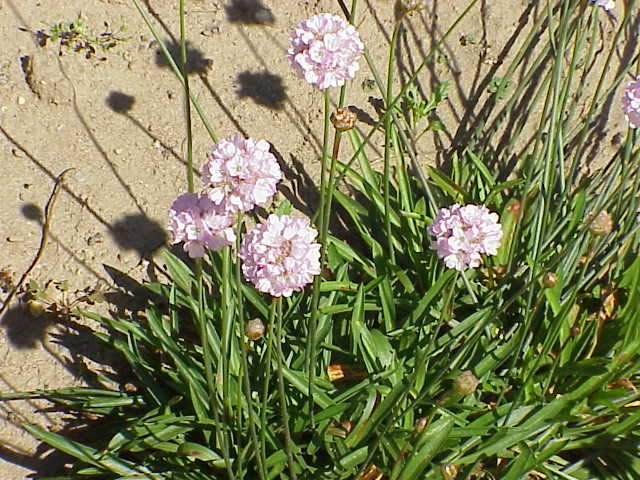